# Deserticossus murinus
Deserticossus murinus is een vlinder uit de familie van de Houtboorders (Cossidae). De wetenschappelijke naam van de soort is voor het eerst gepubliceerd in 1912 door Lionel Walter Rothschild.
De soort komt voor in Kazachstan en Kirgizië.